# پل فیشر (بازیکن فوتبال)
پل فیشر (انگلیسی: Paul Fisher؛ زادهٔ ۱۹ ژانویهٔ ۱۹۵۱) بازیکن فوتبال اهل بریتانیا است.
از باشگاه‌هایی که در آن بازی کرده‌است می‌توان به باشگاه فوتبال هادرزفیلد تاون اشاره کرد.